# Vinon-sur-Verdon
Vinon-sur-Verdon is een gemeente in het Franse departement Var (regio Provence-Alpes-Côte d'Azur) en telt 2992 inwoners (1999). De plaats maakt deel uit van het arrondissement Brignoles.

## Geografie
De oppervlakte van Vinon-sur-Verdon bedraagt 36,2 km², de bevolkingsdichtheid is 82,7 inwoners per km².
De onderstaande kaart toont de ligging van Vinon-sur-Verdon met de belangrijkste infrastructuur en aangrenzende gemeenten.

## Demografie
Onderstaande figuur toont het verloop van het inwonertal (bron: INSEE-tellingen).